# Мефлохин
Мефлохин, также Лариам — лекарство, используемое для профилактики или лечения малярии. Лекарство принимается орально.
Мефлохин был разработан в армии США в 1970-х годах. Широкое распространение получил в 1980-х годах. Входит в список ЖНВЛП и основных лекарственных средств, рекомендованных всемирной организацией здравоохранения. Оптовая цена от 0,6 до 1,3 доллара за дозу. В США розничная цена составляет 10 долларов за дозу.

## Побочные эффекты
Имеются побочные эффекты, такие как депрессия, галлюцинации, звон в ушах. Не рекомендуется принимать людям с эпилепсией. Не рекомендуется беременным, а также кормящим. Пациенты, принимавшие это лекарство, жаловались на появление галлюцинаций и даже попытки суицида при его приёме. В 2009 году сообщили, что Лариам (препарат, содержащий мефлохин) привёл к более чем трём тысячам сообщений о появлении у пациентов психиатрических проблем.

## Беременность и грудное вскармливание
ВОЗ дала разрешение на использование мефлохина во втором и третьем триместрах беременности.

## История
Мефлохин был изобретен в 1970-х годах, вскоре после окончания войны во Вьетнаме.
Фирменный препарат, Лариам, производится швейцарской компанией Хоффманн-ля Рош.
На территории Российской Федерации производится ФГУП НПЦ "Фармзащита" ФМБА России.